# كارل فون يان
كارل فون يان (و. 1836 – 1899 م) هو مدرس، وعالم لغوي كلاسيكي، وعالم موسيقى، ومنظر موسيقى ألماني، ولد في شفاينفورت، توفي في ادلبودن، عن عمر يناهز 63 عاماً.

## جوائز
حصل على جوائز منها:

Order of the Red Eagle 4th Class ‏